# Катар на летних Олимпийских играх 2008
Катар на летние Олимпийские игры 2008 был направлен Национальным олимпийским комитетом Катара. В заявке Катара было представлено 22 спортсмена в семи видах спорта, которые не завоевали медалей.

## Состав олимпийской команды

### Плавание
| Спортсмен             | Дисциплина            | Квалификация | Квалификация | Полуфинал            | Полуфинал            | Финал                | Место |
| Спортсмен             | Дисциплина            | Время        | Место        | Время                | Место                | Время                | Место |
| --------------------- | --------------------- | ------------ | ------------ | -------------------- | -------------------- | -------------------- | ----- |
| Мохаммед Осама Алараг | Мужчины, 100 м, брасс | 1:10,83      |              | Закончил выступление | Закончил выступление | Закончил выступление | 61    |

### Стрельба
Мужчины
| Спортсмен        | Дисциплина | Квалификация | Квалификация | Финал                | Финал                | Место |
| Спортсмен        | Дисциплина | Очков        | Место        | Очков                | Итог                 | Место |
| ---------------- | ---------- | ------------ | ------------ | -------------------- | -------------------- | ----- |
| Нассер Аль-Аттия | Скит       | 117          | 15           | Закончил выступление | Закончил выступление | 15    |
| Рашид Хамад      | Скит       | 106          | 37           | Закончил выступление | Закончил выступление | 37    |

Нассер Аль-Аттия более известен как автогонщик: чемпион мира по ралли (WRC) 2006 года в категории "Продакшн" и участник Ралли Дакар.

### Стрельба из лука
Мужчины
| Спортсмен | Разряд | Пристрелка | Пристрелка | 1/64                     | 1/32                 | 1/16                 | Четвертьфинал        | Полуфинал            | Финал                | Финал                |
| Спортсмен | Разряд | Очков      | Место      | Соперник Очков           | Соперник Очков       | Соперник Очков       | Соперник Очков       | Соперник Очков       | Соперник Очков       | Место                |
| --------- | ------ | ---------- | ---------- | ------------------------ | -------------------- | -------------------- | -------------------- | -------------------- | -------------------- | -------------------- |
| Али Салем | Личные | 627        | 57         | Им Дон Хюн Пор 103 - 108 | Закончил выступление | Закончил выступление | Закончил выступление | Закончил выступление | Закончил выступление | Закончил выступление |

### Тхэквондо
Мужчины
| Спортсмен                 | В/К      | 1/16                    | Четвертьфинал        | Полуфинал            | Финал                |
| Спортсмен                 | В/К      | Соперник Результат      | Соперник Результат   | Соперник Результат   | Соперник Результат   |
| ------------------------- | -------- | ----------------------- | -------------------- | -------------------- | -------------------- |
| Абдулькадер Хикмат Сархан | До 80 кг | Рашад Ахмадов Пор 0 - 5 | Закончил выступление | Закончил выступление | Закончил выступление |

### Тяжёлая атлетика
Мужчины
| Спортсмен          | В/К     | Рывок     | Рывок | Толчок    | Толчок | Сумма | Место |
| Спортсмен          | В/К     | Результат | Место | Результат | Место  | Сумма | Место |
| ------------------ | ------- | --------- | ----- | --------- | ------ | ----- | ----- |
| Джабер Саид Салем? | +105 кг |           |       |           |        |       |       |

### Фехтование
| Спортсмен        | Разряд       | 1/64                     | 1/32                 | 1/16                 | Четвертьфинал        | Полуфинал            | Финал                |
| Спортсмен        | Разряд       | Соперник Очков           | Соперник Очков       | Соперник Очков       | Соперник Очков       | Соперник Очков       | Соперник Очков       |
| ---------------- | ------------ | ------------------------ | -------------------- | -------------------- | -------------------- | -------------------- | -------------------- |
| Халид Аль-Хамади | Лично рапира | Choi Byung-Chul Пор 3-15 | Закончил выступление | Закончил выступление | Закончил выступление | Закончил выступление | Закончил выступление |